# Nazionale maschile under 18 di pallacanestro del Ruanda
La nazionale di pallacanestro ruandese Under-18 è una selezione giovanile della nazionale ruandese di pallacanestro, ed è rappresentata dai migliori giocatori di nazionalità ruandese di età non superiore ai 18 anni.
Partecipa a tutte le manifestazioni internazionali giovanili di pallacanestro per nazioni gestite dalla FIBA.

## Partecipazioni

### FIBA AfroBasket Under-18
- 2010 - 6°
- 2012 - 11°
- 2016 - 5°
- 2018 - 6°
- 2022 - 9°